# Görnitz (Oelsnitz)
Görnitz ist ein Ortsteil der Großen Kreisstadt Oelsnitz/Vogtl. im sächsischen Vogtlandkreis. Er wurde am 1. Juli 1950 eingemeindet. Zu Görnitz gehört die Siedlung Tanzermühle.

## Geografie

### Lage und Verkehr
Der Ortsteil Görnitz liegt im Südosten der Stadt Oelsnitz/Vogtl. Er befindet sich im Westen des Vogtlandkreises und im sächsischen Teil des historischen Vogtlands. Geografisch liegt Görnitz im Zentrum des Naturraums Vogtland (Übergang vom Mittelvogtländischen Kuppenland zum Oberen Vogtland). Der durch den Ort fließende Görnitzbach mündet westlich des Orts in der zu Görnitz gehörigen Siedlung Tanzermühle in die Weiße Elster.
In der südlichen Ortslage von Görnitz verläuft die Staatsstraße 302. Sie mündet im Ortsteil Tanzermühle in die durch das Tal der Weißen Elster verlaufende Bundesstraße 92 ein.
Der Ort ist über die PlusBus-Linie 90 des Verkehrsverbunds Vogtland im Stundentakt mit Plauen, Oelsnitz, Schöneck und Klingenthal verbunden. Außerdem verkehrt die TaktBus-Linie 92 von Plauen und Oelsnitz über Görnitz nach Adorf und Bad Elster.

### Nachbarorte
| Oelsnitz/Vogtl. |                                             | Raasdorf        |
|                 | Kompassrose, die auf Nachbargemeinden zeigt |                 |
| Unterhermsgrün  |                                             | Unterwürschnitz |

## Geschichte
Das Platzdorf Görnitz wurde im Jahr 1378 als „Gornicz“ erwähnt. Bezüglich der Grundherrschaft unterstand der Ort um 1542 anteilig der Pfarre zu Oelsnitz, dem Rat zu Oelsnitz, anteilig als Amtsdorf dem Amt Voigtsberg und dem Rittergut Brambach. Um 1764 unterstand ein Anteil von Görnitz dem Rat zu Oelsnitz und der andere Anteil als Amtsdorf dem Amt Voigtsberg. Die zu dieser Zeit erwähnte Tanzermühle in Görnitzer Flur an der Mündung des Görnitzbachs in die Weiße Elster unterstand vollständig dem Rat zu Oelsnitz. Bis 1856 gehörte Görnitz zum kursächsischen bzw. königlich-sächsischen Amt Voigtsberg. 1856 wurde der Ort dem Gerichtsamt Oelsnitz und 1875 der Amtshauptmannschaft Oelsnitz angegliedert. Kirchlich war Görnitz früher nach Unterwürschnitz gepfarrt, heute ist der Ort nach Oelsnitz gepfarrt.
Am 1. Juli 1950 wurde Görnitz nach Oelsnitz/Vogtl. eingemeindet. Durch die zweite Kreisreform in der DDR kam Görnitz als Ortsteil der neuen Kreisstadt Oelsnitz/Vogtl. im Jahr 1952 zum Kreis Oelsnitz im Bezirk Chemnitz (1953 in Bezirk Karl-Marx-Stadt umbenannt), der im Jahr 1990 als sächsischer Landkreis Oelsnitz fortgeführt wurde und 1996 im Vogtlandkreis aufging.